# Base Artigas
La base Artigas (in spagnolo: Base Scientifica Antártica Artigas) è una stazione di ricerca scientifica uruguayana in Antartide.
La base Artigas dipende dall'Instituto Antartico Uruguayo e dista circa 100 km dalla penisola Antartica, a 3012 km della città di Montevideo e a 3104 km dal Polo Sud.
La base più vicina è la base russa Bellingshausen, mentre il porto più prossima è Ushuaia, sulla costa della Terra del Fuoco, a 1000 km di distanza.